# Loredana Pavone
Loredana Pavone, nata Loredana Zeina e nota anche come Zeina (Venezia, 1924 – 12 aprile 2010), è stata una modella e stilista italiana.

## Biografia
Giovanissima sposa il marchese Tapparelli d'Azeglio per poi convolare in seconde nozze con il promoter di moda Giorgio Pavone. Cominciò a farsi conoscere come attrice nel 1947 recitando una piccola parte nel film Gioventù perduta, diretto da Pietro Germi.
Molto alta per l'epoca, viene così notata per la sua avvenenza, per il portamento elegante, per la classe innata e comincia la carriera di modella per le case di moda degli stilisti Vincenzo Ferdinandi, le Sorelle Fontana e Roberto Capucci. Con quest'ultimo avrà anche una collaborazione stilistica contribuendo alla realizzazione di alcune collezioni di modelli.
Per alcuni anni ha goduto di una grande popolarità negli Stati Uniti dove, fotografata da Irving Penn, le viene dedicata una copertina di Vogue USA.
Dopo il periodo da indossatrice ha lavorato per Valentino a New York per poi progressivamente ritirarsi dal mondo dell'alta moda.
Si evince dal necrologio, un ulteriore, ultimo matrimonio, con il Sig. Pierre Van Goethem.